# Pyramorphix

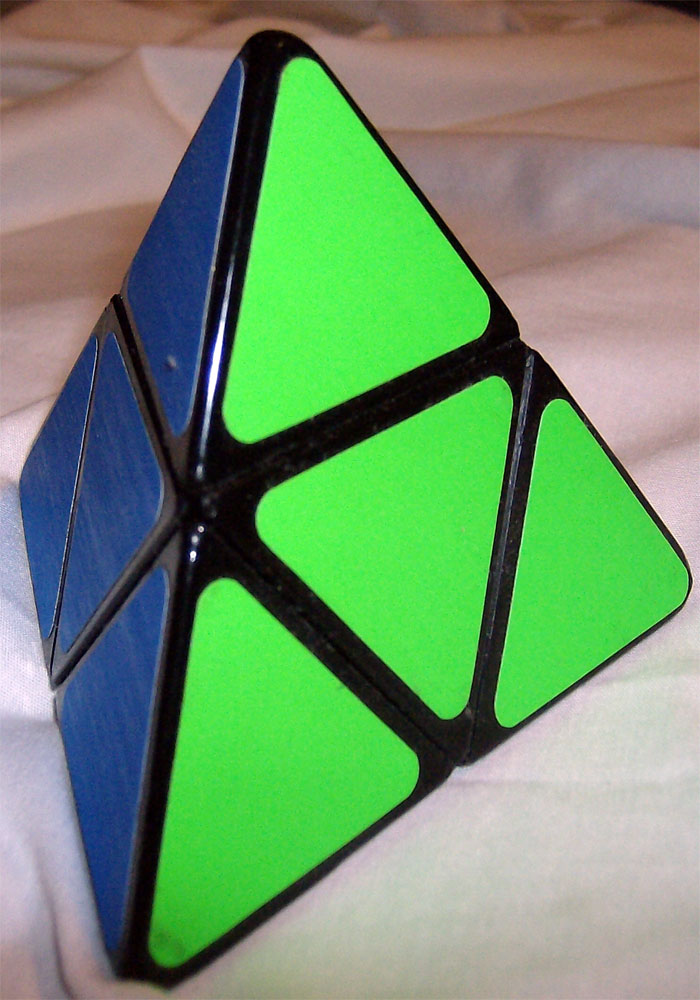
Das Pyramorphix in der Grundstellung – ein regelmäßiger Tetraeder

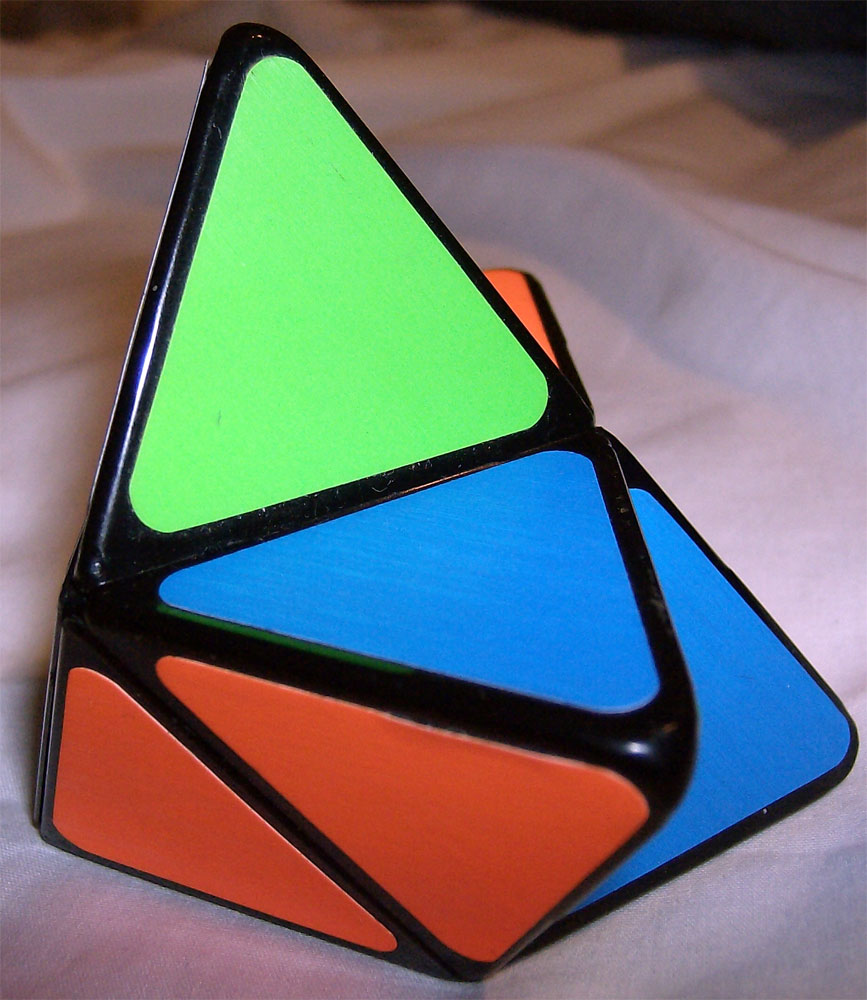
… und verdreht, die Form heißt Ufo, die Symmetrie ist aus diesem Blickwinkel schwer zu erkennen

Animation eines Tetraeders, die eine Drehung des Pyramorphix veranschaulicht.

Das Pyramorphix ist ein dreidimensionales mechanisches Geduldsspiel für einen Spieler, das im Zuge der Beliebtheit des Zauberwürfels entstand. Obwohl es auf den ersten Blick wirkt wie eine kleinere Version des Pyraminx, ist der Drehmechanismus anders, wodurch das Pyramorphix seine Form ändern kann.

## Beschreibung
In der Grundstellung ist das Pyramorphix ein ca. fünf Zentimeter großer regelmäßiger Tetraeder. Jede seiner vier Seitenflächen hat eine andere Farbe und ist jeweils in vier gleichseitige Dreiecke unterteilt. Ging man von einer kleinen Version der Zauberpyramide aus, so könnte man jede der Spitzen für sich drehen und das Puzzle wäre sehr einfach zu lösen. Tatsächlich ist der Drehmechanismus derselbe wie bei dem Pocket Cube. Das Pyramorphix hat drei senkrecht aufeinander stehende Drehachsen, die quer im Tetraeder liegen und quadratisch sind. Jede Drehung hat um ein Vielfaches von 90° zu erfolgen und bewegt immer eine Hälfte des Puzzles. Damit besteht es aus acht beweglichen Teilen, vier sind die dreifarbigen Spitzen, vier sind die einfarbigen Mittelflächen. Durch die zwei unterschiedlich geformten Sorten von Teilen verändert das Pyramorphix seine äußere Form beim Drehen. Ziel des Spiels ist es, aus einem verdrehten Zustand wieder zur Grundstellung zu kommen.

## Lösung (Anzahl der Züge und Formen)
Das Pyramorphix nimmt sechs verschiedene Formen an, unter anderem Pyramide, Ufo, Schildkröte oder Schild. Die Drehflächen lassen sich mit denen des Pocket Cube assoziieren, und so lässt sich jede von dort bekannte Lösungsstrategie auch auf den Pyramorphix anwenden. Auch die genaue Anzahl aller möglichen Stellungen ergibt sich aus diesem Blickwinkel. Während beim Pocket Cube alle acht Teile drei Farben tragen und somit ihre Orientierungen falsch sein können, ist das bei Pyramorphix nur bei der Hälfte der Teile möglich. Bei den Einfarbigen spielt es keine Rolle, ob sie verdreht sind oder nicht.
Der Pocket Cube hat (Fakultät) 7! × 36 = 3 674 160 verschiedene Stellungen. Die mangelnde Orientierung der Mittelteile beim Pyramophix führt auf einen Verringerungsfaktor von 33. Er hat damit 7! × 33 = 136 080 verschiedene Stellungen, die sich unterschiedlich auf die sechs Formen verteilen.